# Juan Pérez (baseball, 1986)
Pour le lanceur dominicain de baseball, voir Juan Pérez (baseball, 1978).
Pour les articles homonymes, voir Pérez et Juan Pérez.
Juan Carlos Pérez (né le 13 novembre 1986 à Santiago, République dominicaine) est un voltigeur de la Ligue majeure de baseball.
Joueur des Giants de San Francisco de 2013 à 2015, il fait partie de l'équipe championne de la Série mondiale 2014.

## Carrière

### Giants de San Francisco
Joueur de baseball au collège Western Oklahoma State à Altus en Oklahoma aux États-Unis, Juan Pérez est repêché par les Giants de San Francisco au 13e tour de sélection en 2008. Il fait ses débuts dans le baseball majeur avec les Giants le 9 juin 2013 après avoir été rappelé des ligues mineures pour remplacer dans l'effectif le voltigeur de centre Ángel Pagán, blessé. Son premier coup sûr en carrière est réussi à ce premier match aux dépens du lanceur Tyler Skaggs des Diamondbacks de l'Arizona. Il récolte 8 points produits et frappe dans une moyenne au bâton de ,258 en 34 matchs des Giants en 2013.
Réserviste au champ extérieur en 2014, Pérez est utilisé dans 61 matchs des Giants, où il frappe pour ,170 de moyenne au bâton avec un circuit et 3 points produits. Pour ses aptitudes en défensive,, les Giants font fréquemment appel à lui comme remplaçant dans les matchs des séries éliminatoires qui se terminent par la victoire de San Francisco en Série mondiale 2014. Utilisé dans 6 des 7 matchs de la grande finale, il réussit 3 coups sûrs, dont un double, et produit 3 points face aux Royals de Kansas City.
Pérez frappe pour ,282 de moyenne au bâton en 22 matchs des Giants en 2015. 
Il joue en ligues mineures avec un club affilié aux Cubs de Chicago en 2016 et aux Tigers de Détroit en 2017.